# Nesticus bacchus
Espèce
Nesticus bacchus est une espèce d'araignées aranéomorphes de la famille des Nesticidae.

## Distribution
Cette espèce est endémique du Rio Grande do Sul au Brésil,. Elle se rencontre vers Candiota

## Description
Le mâle holotype mesure 2,34 mm et la femelle paratype 2,49 mm.

## Publication originale
- Estol & Rodrigues, 2017 : A new species and a new record of the spider genus Nesticus (Araneae, Nesticidae) from southern Brazil. Zootaxa, no 4231(4), p. 564-566.